# سه الهه رحمت (روبنس)
سه الهه رحمت (انگلیسی: The Three Graces) نقاشی رنگ روغن اثر پیتر پل روبنس از سه الهه رحمت است. این نقاشی تا زمان مرگ روبنس در مجموعه شخصی او قرار داشت. در ۱۶۶۶ پیش از به‌نمایش‌درآمدن در موزه دل پرادو، به دژ سلطنتی مادرید منتقل شد.
روبنس نقاشی‌های دیگری نیز با موضوع این سه الهه کشیده است. از آنجمله میتوان به تابلوی مرگ آدونیس اشاره کرد.